# Gestapo
Gestapo (kratica za Geheime Staatspolizei: tajna državna policija) je bila uradna tajna policijska organizacija v nacistični Nemčiji. Kot del Schutzstaffela (SS) je bil podrejen Reichssicherheitshauptamtu (RSHA) (vodstvo tajnih služb) in je bil del (SD) (tajne službe) ter pododdelek Sicherheitspolizei (SIPO) (varnostna policija).
Gestapo je bil ustanovljen 26. aprila 1933 v Prusiji iz že obstoječe organizacije »Pruska tajna policija«. V bistvu je bil veja pruske policije, imenovan »Oddelek 1A Pruske državne policije«.
Prvi vodja Gestapa je bil Rudolf Diels, ki je vanj rekrutiral v glavnem člane poklicnih policijskih oddelkov in vodil Gestapo kot nekakšen zvezni policijski urad; podobno kot danes FBI v Združenih državah. Gestapo je v vlogi politične policije začel nastopati s prihodom Hermanna Göringa ki je Dielsa nasledil leta 1934. Göring je tudi skoval ime Gestapo (prej Gestapa). Od vlade je zahteval, da se vpliv gestapa razširi iz Prusije na vso tedanjo Nemčijo. To se je tudi zgodilo; edina izjema je bila Bavarska, kjer je Heinrich Himmler (vodja SS) bil na čelu bavarske policije in je uporabljal krajevne oddelke SS kot politično policijo.
Aprila 1934 sta Göring in Himmler dosegla sporazum glede razmerja med Gestapom in SS. Gestapo je postal esesovski oddelek in s tem sestrska organizacija Sicherheitsdiensta.